# Volujak (distrikt)
Volujak (bulgariska: Волуяк) är ett distrikt i Bulgarien.   Det ligger i kommunen Stolitjna Obsjtina och regionen Sofija-grad, i den västra delen av landet, 10 km nordväst om huvudstaden Sofia.
Trakten runt Volujak består till största delen av jordbruksmark. Runt Volujak är det tätbefolkat, med 849 invånare per kvadratkilometer.